# Parentiu

Relacions de parentiu en català. Els sistemes terminològics de parentiu poden ser completament diferents d'una societat a una altra. Dins d'aquesta classificació antropològica, el sistema catalanoparlant correspon al sistema esquimal de parentiu.

El parentiu, parentat, parentesc o la parentela, en la seva forma estricta, és la relació entre diverses persones unides per consanguinitat. En la seva forma àmplia, és la relació entre diverses persones que formen una família per virtut de la naturalesa (en un sentit biològic) o per llei (en un sentit jurídic
). En el seu sentit més general, el parentiu també s'utilitza en referència a la similitud, per exemple, un automòbil és parent d'un camió. En algunes cultures, l'establiment de parentiu implica diversos drets i deures. Els antropòlegs han estudiat diferents sistemes de parentiu en una àmplia varietat de cultures (consulteu família). En evolució, parentiu significa parentiu evolutiu, és a dir, dos tàxons relacionats filogenèticament. El parentiu entre dues persones es pot produir de tres maneres diferents: per consanguinitat, per afinitat o civil.

## Parentiu per consanguinitat
El parentiu per consanguinitat, o simplement la consanguinitat, és la relació entre persones unides per un vincle de sang, és a dir, que tenen almenys un ascendent en comú. La proximitat en el parentiu per consanguinitat es determina pel nombre de generacions que separen els dos parents, i es mesura en graus. Cada grau correspon a la separació entre una persona i els seus pares o fills.
Aquests vincles de parentiu consanguini s'organitzen en graus de parentiu. Es formen per una sèrie consecutiva de graus, entre els quals es poden distingir:
- Línia recta: la sèrie de graus existent entre persones que descendeixen una de l'altra.
  - Línia recta ascendent: uneix a la persona amb aquelles de les quals descendeix de manera directa: pares, avis, besavis, rebesavis, quadravis...
  - Línia recta descendent: lliga l'ancestre amb els seus successius descendents directes: fills, nets, besnets, rebesnets, quadrinets ...
- Línia col·lateral: la sèrie de graus entre persones que tenen un ascendent comú, sense descendir una de l'altra: germans, oncles, cosins…

Tot això es regula en l'article 915-918 del Codi Civil espanyol.

## Parentiu d'afinitat
L'afinitat és el vincle que s'estableix entre un cònjuge i els parents consanguinis de l'altre o, recíprocament, entre una persona i els cònjuges dels seus parents consanguinis. El grau i la línia de l'afinitat es determinen segons el grau i la línia de la consanguinitat. És a dir, una persona és parent per afinitat de tots els parents consanguinis del cònjuge en la mateixa línia i grau que aquest ho és d'ells per consanguinitat. Recíprocament, els cònjuges dels parents consanguinis d'una persona són parents per afinitat d'aquesta en la mateixa línia i grau que el parent consanguini del qual són cònjuges.
La relació existent entre un grup de parents consanguinis i els parents consanguinis del cònjuge d'un d'ells, que podem anomenar de «doble afinitat» (per exemple, la relació existent entre els consogres sobre els concunyats), no genera parentiu en el Dret hispà. És a dir, el matrimoni no crea parentiu entre els consanguinis d'un dels cònjuges i els de l'altre.
També existeix el terme "contraparent" que significa "Parent de parents": "no és cosí directe meu, és un contraparent perquè és cosí del meu cunyat".
En català, els sufixos -astre(e)/-astr(a), quan s'uneixen a bases nominals expressen parentiu de consanguinitat i dona lloc a noms de parentiu d'afinitat. Per exemple: aviastres, germanastre, onclastre, etc.

## Parentiu civil
L'adopció estableix parentiu entre l'adoptat i l'adoptant, així com entre l'adoptat i la família de l'adoptant. S'anomena «parentiu civil» o per adopció, provinent del llatí agnatio. En general, el parentiu entre un membre adoptat de la família es considera idèntic al d'un membre d'origen consanguini, i la línia de parentiu es computa de la mateixa manera que en el cas de la consanguinitat.

## Efectes de parentiu
Incapacitats que en deriven. La incapacitat per contraure matrimoni entre parents propers; la prohibició per servir com a testimonis en judici que la llei imposa, en determinats casos, a un parent; i la incapacitat per ocupar determinats càrrecs de l'administració pública, quan un aspirant a aquests càrrecs ja ocupa altres dins de la mateixa administració.
Drets que en deriven. Els principals són: La pensió alimentària, la pàtria potestat i l'herència.
Obligacions que neixen del Parentiu. La a pensió alimentària, en el seu aspecte passiu, el respecte i la consideració que els descendents deuen als seus ascendents, i la tutela legítima.
L'Obligació Alimentària. Entre les obligacions derivades del parentiu figura, de manera preeminent, l'obligació alimentària. És recíproca, ja que el que la compleix té, al seu torn, el dret d'exigir-la (article 301 del C. Civil). En virtut d'aquesta obligació, el deutor ha de procurar al creditor tots els mitjans necessaris perquè aquest tingui aliments, habitació, medicines, educació, etc. És a dir, el necessari per viure decorosament.

## Exemples
Una persona qualsevol està en segon grau de parentiu amb el seu germà, perquè primer es considera un grau d'ell cap al pare i després un grau cap al germà.
Altres exemples:
- De Primer grau: 
  - Consanguinitat: pare/mare
  - Consanguinitat: fills
  - Afinitat: matrimoni
  - Afinitat: sogres
  - Afinitat: gendre/nora
- De segon grau: 
  - Consanguinitat/Afinitat: avis
  - Consanguinitat/Afinitat: nets
  - Consanguinitat/Afinitat: germans
  - Afinitat: cunyats
- De tercer grau:
  - Consanguinitat/Afinitat: besavi/besàvia
- De quart grau:
  - Consanguinitat/Afinitat: rebesavi/rebesàvia
- De cinquè grau:
  - Consanguinitat/Afinitat: Quadravis